# Акімов Михайло Павлович
Акімов Михайло Павлович 16 травня 1886 — 23 жовтня 1955 — український зоолог, професор, діяч у галузі охорони природи.

## Життєпис
Народився М. П. Акімов 16 травня 1886 р. у селі Калинівському Луганської області в сім'ї гірничого інженера. Шкільні роки провів у Катеринославі (Дніпрі). З 1908 по 1914 р. навчався на природничому відділенні фізико-математичного факультету Харківського університету. Під керівництвом професора П. П. Сушкіна спеціалізувався в галузі зоології. Тут же став активним членом однієї з найвпливовіших природоохоронних організацій царської Росії — Харківського товариства любителів природи, де під впливом його голови, професора В. І. Талієва, і зацікавився діяльністю по охороні природи. З 1915 по 1918 рр. займається наукою в Петрограді, Харкові, на кафедрі зоології Київського політехнічного інституту. Працюючи у Києві у співавторстві з академіком Миколою Кащенком описав новий для науки вид кажанів з Центральної Азії, Rhinolophus bocharicus Kastschenko & Akimov, 1917.
У червні 1918 р. повертається до Катеринослава, де працює спочатку асистентом кафедри зоології безхребетних місцевого університету, а з 1926 р. — її професором.
З 1 листопада 1926 р., і до початку 30-х років, за пропозицією професора Л. В. Рейнгарда, він стає керівником Дніпропетровської крайової інспектури з охорони пам'яток природи, а також членом Українського комітету з охорони пам'яток природи. До Дніпропетровської інспектури входили Дніпропетровська, Запорізька, Кременчуцька і Черкаська округи. На території Дніпропетровської інспектури вдалося взяти під охорону Корсунський парк, Устимівський парк, Андрусівську дачу, шість невеликих ділянок цілини, Гадючу балку, урочища Шпельта, Паськове і Хондалеївка (всього на 1929 р. — 39 об'єктів), крім цього, домогтися припинення видобутку борсука, що став рідкісним. Зібравши необхідні матеріали, М. П. Акімов підготував документи на заповідання лісових масивів Придніпров'я — Ірдинського заповідника (1044 га), Фурсіна острова (1800 га), Яцевого яру — Самарської дачі, Самарського лісового масиву (2000 га), Дубровського лісу (1000 га), а також державного плавневого заповідника нижче Запоріжжя (5 тис. га), цілини в Любомирівському племрадгоспі (10 десятин). На жаль, ці об'єкти так і не були заповідані.
З-під пера професора М. П. Акімова вийшла одна з найбільш відомих на той час книг по охороні природи — «Охороняймо пам'ятники природи» (матеріали до охорони природи Середньої Наддніпрянщини) (1930 р.), де зібрано дані по рідкісних видах тварин і заповідних об'єктах регіону.
Велику увагу вчений приділяв залученню школярів до природоохоронної діяльності. У тому ж році в московському журналі «Охрана природы» він опублікував статтю «Школьный живой уголок в природе»:
|  | «Нам здається, що в багатьох школах, особливо сільських, можна було б значно виправити зазначені недоліки викладання, організувавши при школі невеликий заповідник, перенісши в нього головну роботу з природознавства і перетворити його, таким чином, в лабораторію — в живий куточок у самій природі» (Акимов, 1930) |

.
Для юнацтва Акімов проводив природознавчі екскурсії по середньому Дніпру.
З 1933 по 1935 роки Акімов завідував відділом бентосу Дніпропетровського гідробіологічного інституту, потім працював у Кримському заповіднику, де опублікував цікаву роботу про чорного грифа. На початку 1941 р. підняв питання про створення заповідника «Самарський ліс» на Дніпропетровщині. Після війни вчений повернувся з Грузії до Дніпропетровського університету, займався дослідженням штучних лісів України. У 1959 р., вже після його смерті, вийшла книга «Экология животных», яка до цих пір не втратила свого значення.
Помер М. П. Акімов після довгої хвороби, 23 жовтня 1955 р.

## Публікації
- Кащенко Н. Ф., Акимов М. П. 1917 (1918). Rhinolohus bocharicus sp. nov. Ежегодник Зоологического музея АН. 22 (1—3): 221—223.
- Акимов М. П. Школьный живой уголок в природе // Охрана природы. — 1930. — № 4. — С. 76-79.
- Акімов М. П. Про охорону природи // Охороняймо пам'ятки природи. — Днепропетровск, 1930. — С. 5-20.
- Акімов М. П. Головні пам'ятки природи Середньої Наддніпрянщини // Там же. — С. 20—41.
- Акимов М. П. Колония черного грифа Aegypius monachus в Крымском государственном заповеднике // Тр. Крым. заповедника. — 1940. — Вып. 2. — С. 217—227.
- Акимов М. П. Экология животных. — К.: КГУ, 1959. — 176 с.

## Про нього
- Бельгард А. Л. Памяти Михаила Павловича Акимова // Бюлл. МОИП, отд. биол. — 1968. — № 2. — С. 157—158.
- Бельгард А. Л. Жизнь во имя жизни // Свята справа. — 1997. — № 1. — С. 9-10.
- Булахов В. Л., Пахомов О. Є., Бригадиренко В. В., Гассо В. Я. Методологія та історія розвитку зооекологічних досліджень у Дніпропетровському університеті (до 85-річчя з дня заснування Дніпропетровського національного університету). — Д.: ДНУ, 2003. — 32 с.
- ЦДАВО Украины, ф. 166, оп. 12, спр. 63, л. 1-2, оп. 6, спр. 9414, л. 69.
- ЦДАВО Украины, ф. 2, оп. 7. спр. 72, лл. 120—125.